# Bernhard Heller

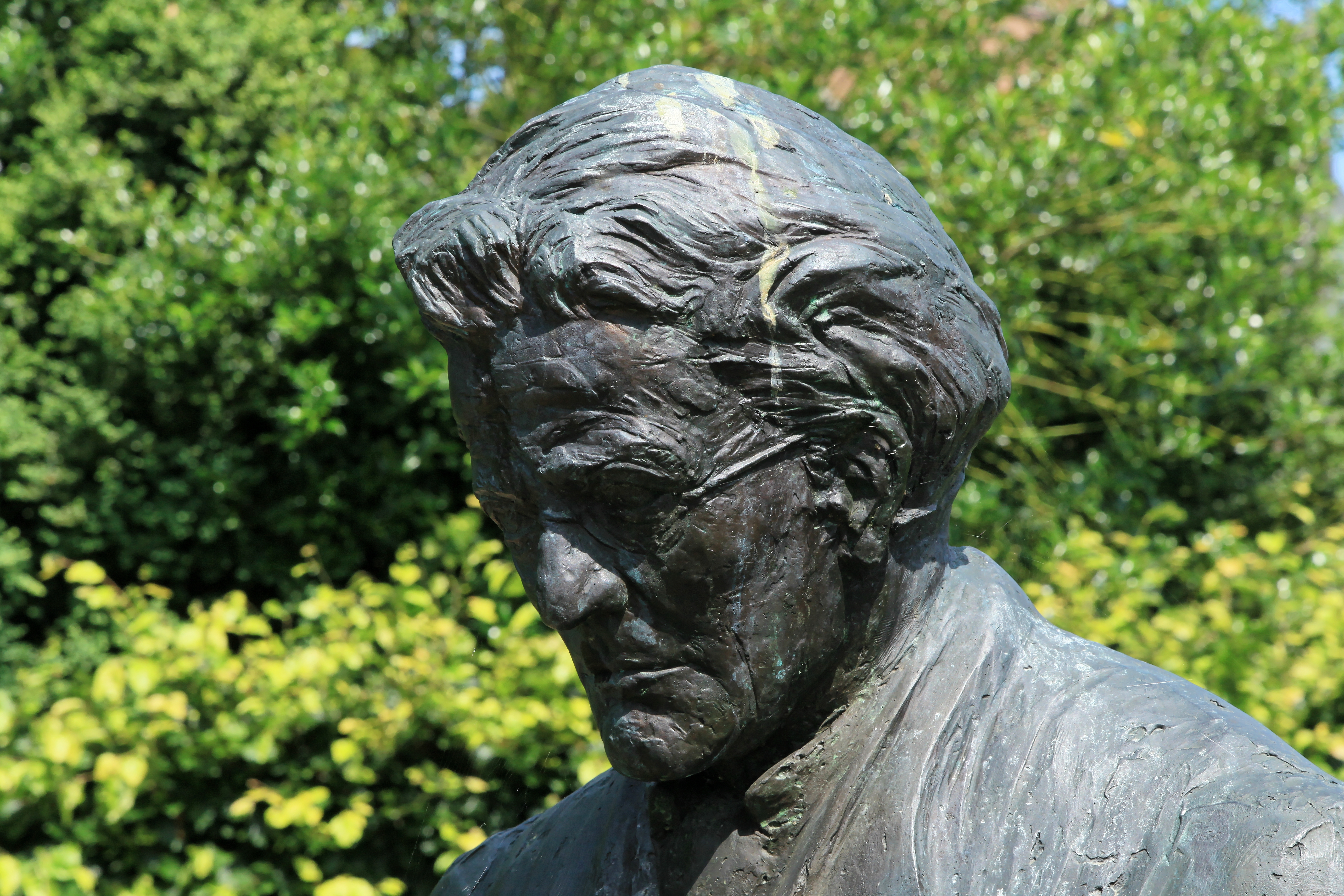
Denkmal für Bernhard Heller in Rhede

Bernhard Heller (* 4. Februar 1878 in Borsum; † 16. August 1937 in Lathen), genannt Hellerbernd, war ein deutscher Tischler, Bildhauer und plattdeutscher Dichter.

## Leben

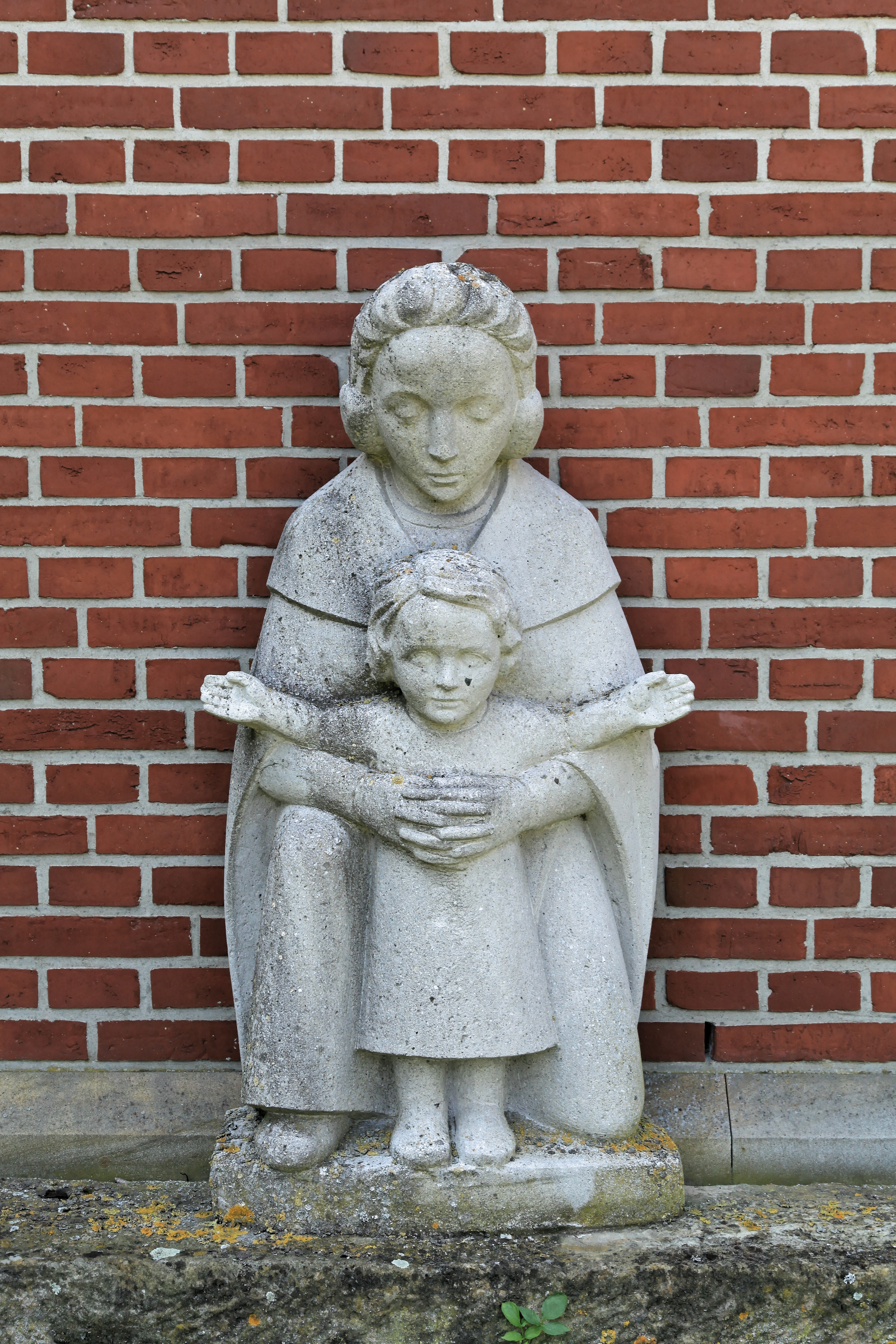
Sitzende Mutter mit Kind, Sakristei von St. Vitus in Lathen

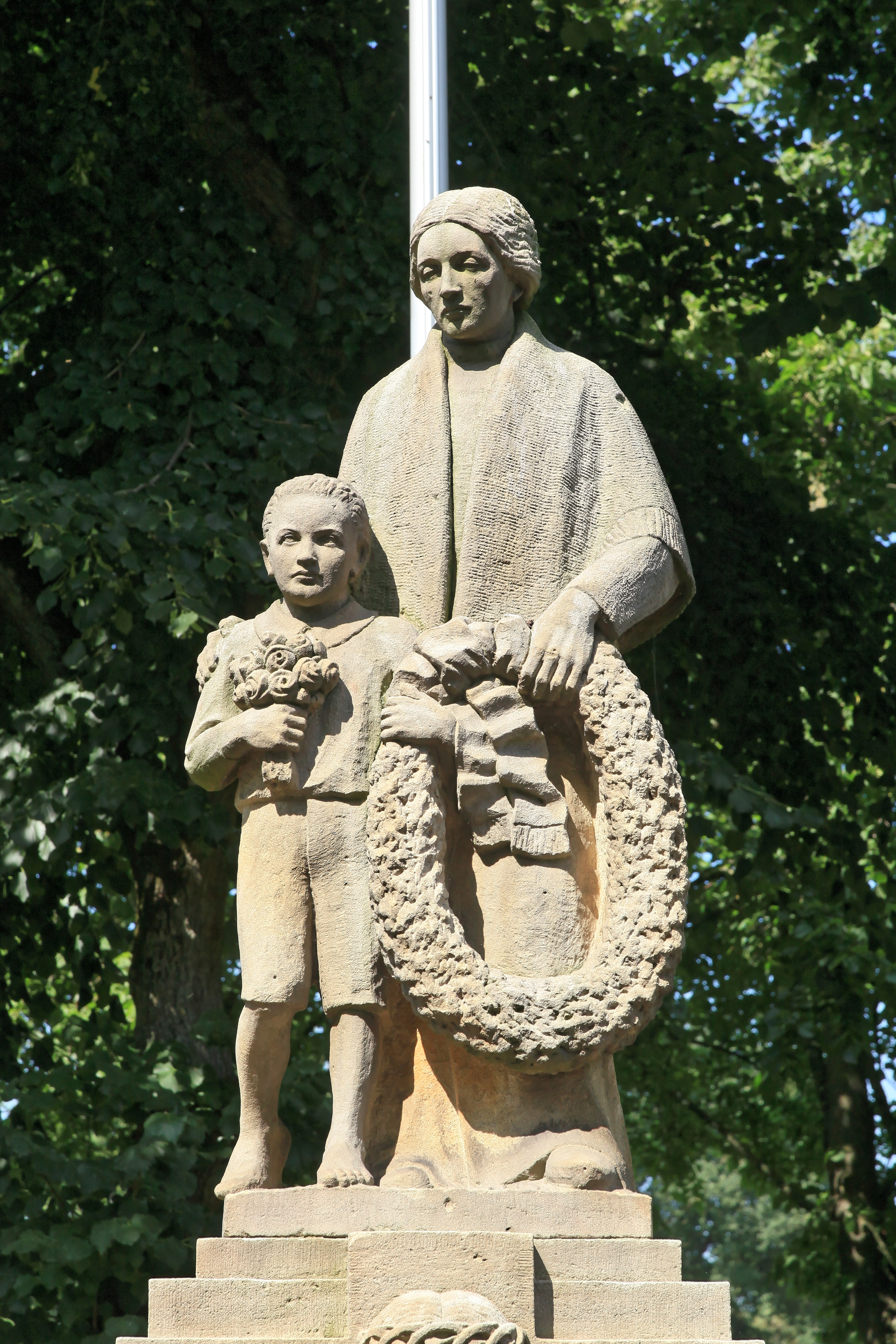
Kriegerdenkmal in Lathen

Der Sohn eines Bauern kam als Kind mit Holzschnitzereien in Berührung und zeigte darin große Begabung. Nach Beendigung seiner Schulzeit trat er sein Erbrecht am Hof ab, um Schnitzer zu werden, machte jedoch auf Verlangen seines Vaters zunächst eine Lehre als Tischler und Möbeltischler in Meppen. Ein Sohn seines Lehrherrn war der spätere Dichter Bernhard Uphus, der ihn vermutlich zum Dichten anregte. Nach seinem Lehrabschluss ging Hellerbernd auf Wanderschaft. Zwischen 1895 und 1900 fand er vor allem bei den Professoren August Schmiemann in Münster und Max Klinger in Berlin in allen Bildhauerarbeiten eine gründliche Ausbildung. Im westfälischen Münster hatte Schmiemann damals gerade das Kiepenkerl-Denkmal (1896) in Auftrag, an dem nun der junge Heller mitschaffen durfte. Außerdem lernte er hier auch den bekannten Holzschnitzer Augustinus Heumann kennen.
Nach seiner zweijährigen Militärdienstzeit in Mörchingen (Lothringen) kehrte Heller 1902 im Alter von 24 Jahren in seine Heimat Borsum/Sande zurück. Nach dem Tod seines Bruders und seiner Schwester zog Hellerbernd 1907 nach Rhede-Sudende und mietete für sich und seine Eltern ein kleines Haus, um dort mit Leidenschaft seinen Beruf auszuüben. Als bald darauf sein Vater starb, blieb er mit seiner inzwischen alten und gebrechlichen Mutter allein und sorgte aufopfernd für sie. 1914 wurde er eingezogen. Aus diesem Anlass schuf er sein bekanntestes Werk, die Büste einer alten Mutter, die in stummer Bitte ihre vom Rosenkranz, mit dem Kreuz auf ihrem Herzen liegend, umschlungenen Hände zum Himmel emporhebt, und um das Leben und die Wiederkehr ihres Sohnes fleht. Nach dem Tod seiner Mutter 1921 und der nachfolgenden Inflation verarmte und vereinsamte der Künstler. Er zog nach Lathen, wo er bis etwa 1930 im Haus des Kaufmanns, Dichters und späteren Landtagsabgeordneten August Löning lebte, der ihn zeit seines Lebens förderte. Hellerbernd schuf zahlreiche beeindruckende bildhauerischen Werke, vor allem in Kirchen, aber auch Grab- und Kriegerdenkmäler, Krippen und andere Holzschnitzereien, die an Ernst Barlach erinnern. Um 1930 besaß er eine eigene Werkstatt mit einigen Angestellten, die bei Großaufträgen halfen. Obwohl er sein Leben lang unermüdlich und selbstvergessen schaffte und es ihm nie an Aufträgen mangelte, hat er seine Arbeit aus Bescheidenheit oft weit unter Wert bezahlen lassen. Die meisten von ihm geschaffenen Kunstwerke in den Kirchen, Kapellen und Klusen, die Kriegerdenkmäler und die Grabsteine auf den Friedhöfen sind von ihm mit der Abkürzung HB signiert.
Bernhard Heller lebte ohne Frau und Kinder und persönlich immer in Armut, wozu er sich ausdrücklich bekannte, wie es seinem Gedicht auf Plattdeutsch So bün ick zu entnehmen ist. Aus seinen Versen geht aber auch hervor, dass er als Besitzloser trotzdem mit sich zufrieden war und sich nicht arm fühlte. Er ist allzeit ein humorvoller und lustiger Mensch gewesen.
Am 16. August 1937 starb er im Lathener Marienkrankenhaus, nachdem er über ein Jahr bettlägerig gewesen war. Steinstaub hatte im Laufe des arbeitsamen Lebens seine Lunge immer weiter angegriffen.

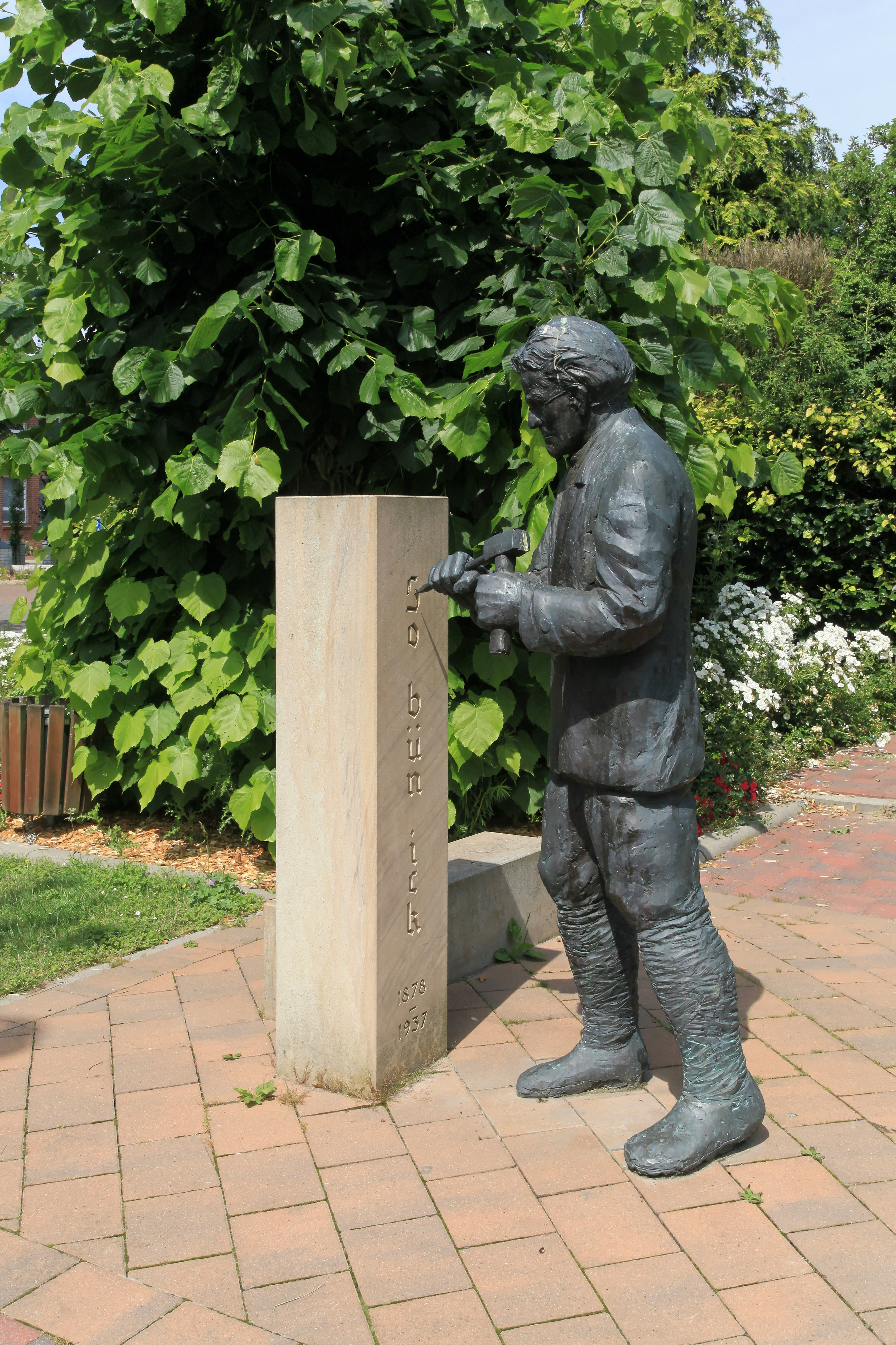
Denkmal für Bernhard Heller in Rhede

An Bernhard Heller erinnert seit 2015 das Hellerbernd-Denkmal auf dem Marktplatz in Rhede. Im Rheder Landwirtschaftsmuseum ist Heller eine Dauerausstellung gewidmet.

## Werke
Siehe das umfangreiche Werkverzeichnis in der Biographie von Gerd Harpel.
Gedichte
- So bün ick (So bin ich; ein Selbstbekenntnis), in: Jahrbuch des Emsländischen Heimatvereins Bd. 7, Meppen 1960, S. 89–90.
- An’n Aulkenbarg (Am Aulkenberg), in: Mein Emsland 7/1925, Papenburg 1925, S. 7
- Sömmeraobend (Sommerabend), in: Mein Emsland 9/1925, Papenburg 1925, S. 9.
- Mauder is dod (Mutter ist tot), verfasst 1921
- Fieraobend (Feierabend), in: Jahrbuch des Emsländischen Heimatvereins Bd. 7, Meppen 1960, S. 94.
- Ärntetied (Erntezeit), in: Emsland-Jahrbuch. Bd. 2, Osnabrück 1965, S. 152.
- Askendörper Toren (Aschendorfer Turm), in: Emsland-Jahrbuch. Bd. 2, Osnabrück 1965, S. 152.
- Dai aolde Dörpschnieder (Anno dazumal), verfasst am 17. Juni 1935; in: Ems-Zeitung Nr. 143 vom 22. Juni 1935.